# Into the Mirror Black
| Recensione   | Giudizio |
| ------------ | -------- |
| Metal Hammer | [ 1 ]    |
| AllMusic     | [ 2 ]    |

Into the Mirror Black è il secondo album in studio del gruppo musicale heavy metal statunitense Sanctuary, pubblicato nel 1990.

## Il disco
Come per il precedente, il disco è stato generalmente accolto in maniera entusiastica dalla critica, ma all'epoca in cui uscì ricevette uno scarso riscontro da parte del pubblico, travolto dall'ondata grunge proveniente dalla stessa Seattle. L'album è stato quindi l'ultimo prima dello scioglimento della band che ha portato alla formazione dei Nevermore.
Rispetto all'album d'esordio le coordinate stilistiche del gruppo si sono spostaste leggermente verso delle tonalità più tetre, pur mantenendo l'aggressività delle componenti speed/thrash metal e denotando ancora una volta le grandi doti compositive e tecniche della formazione.
Per la canzone Future Tense, posta in apertura del disco, è stato anche realizzato un video.
L'album è stato ristampato nel 2010 dalla IronBird Records in formato doppio CD insieme al precedente Refuge Denied.

## Tracce
Testi e musiche di Dane, Rutledge eccetto dove indicato.
1. Future Tense – 5:07 (Dane, Rutledge, Blosl, Sheppard)
2. Taste Revenge – 5:03
3. Long Since Dark – 5:05
4. Epitaph – 6:03
5. Eden Lies Obscured – 5:23 (Dane, Blosl)
6. The Mirror Black – 5:05
7. Seasons of Destruction – 4:50
8. One More Murder – 4:18
9. Communion – 5:37 (Dane, Blosl, Rutledge, Budbill)

## Formazione
- Warrel Dane - voce
- Lenny Rutledge - chitarra
- Sean Blosl - chitarra
- Jim Sheppard - basso
- Dave Budbill - batteria